# Kościół św. Antoniego Padewskiego w Jedliczu
Kościół św. Antoniego Padewskiego w Jedliczu – rzymskokatolicki kościół parafialny należący do dekanatu Krosno I archidiecezji przemyskiej.

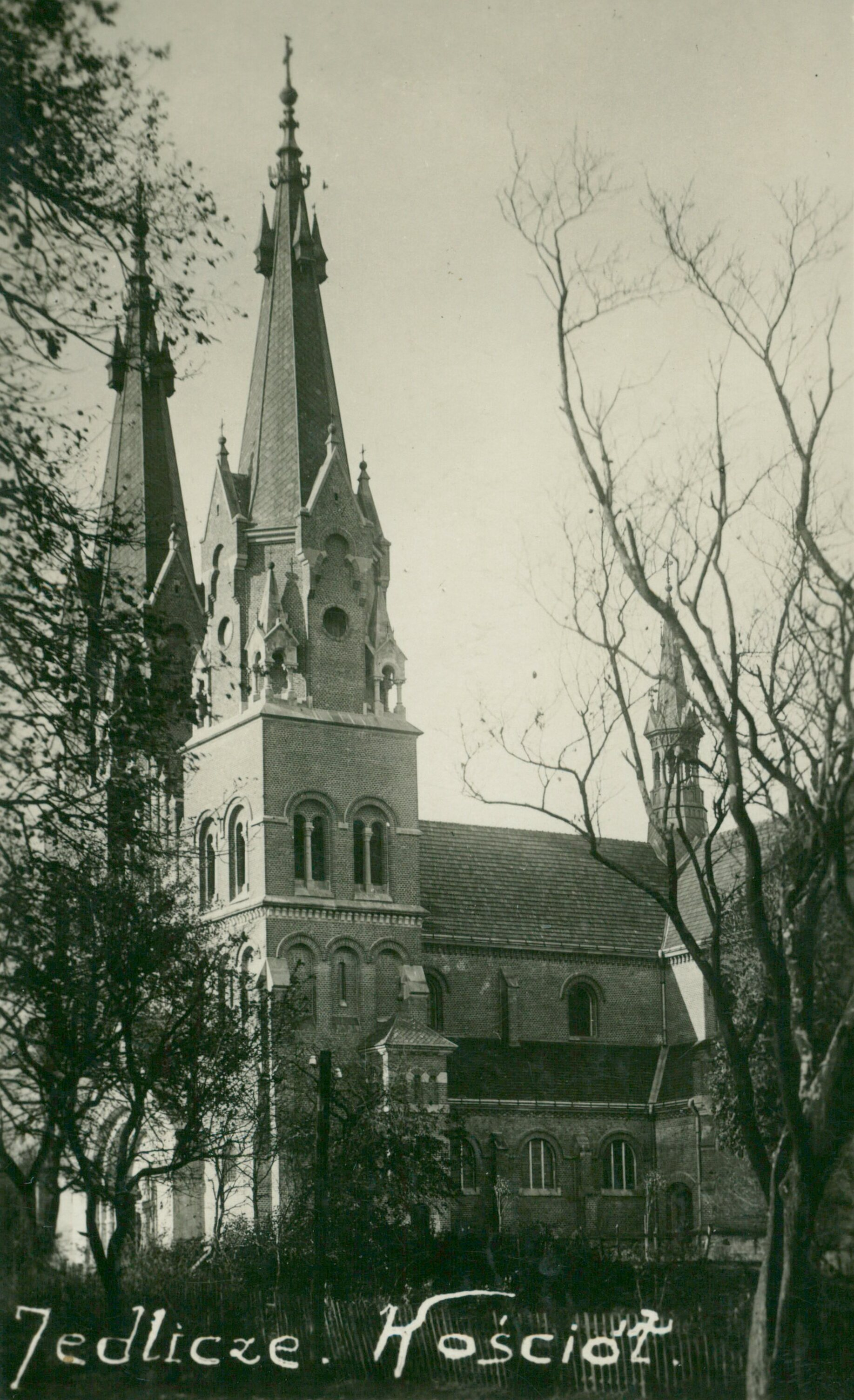
Widok kościoła w 1. połowie XX w.

Budowa obecnej świątyni została rozpoczęta w 1911 roku przez księdza proboszcza Stanisława Nowrockiego według planu architekta ze Lwowa profesora doktora Jana Sas-Zebrzyckiego w stylu neoromańskim z cegieł i kamienia ciosowego.
Budowla została konsekrowana w dzień Świętego Łukasza 18 października 1925 roku przez księdza biskupa ordynariusza przemyskiego Anatola Nowaka z towarzyszeniem księdza biskupa sufragana Karola Fischera.
Świątynia została wzniesiona na planie krzyża łacińskiego. Jej długość to 50 metrów, szerokość 36 metrów, a wysokość 14 metrów. Wysokość wież to 65 metrów.
Na elewacji frontowej znajduje się figura Najświętszego Serca Pana Jezusa wykuta w piaskowcu.
Wyposażenie wnętrza; blaski, kinkiety, ambona, lampy, konfesjonały, ołtarze boczne zostały zaprojektowane przez profesora doktora inżyniera Wiktora Zina.
Polichromia została wykonana w latach 1959–1961 pod kierunkiem autora projektu profesora Władysława Drapiewskiego z Pelplina.